# Valea Mare, Covasna
Valea Mare este satul de reședință al comunei cu același nume din județul Covasna, Transilvania, România. Se află în partea de sud-est a județului, în Munții Întorsurii, la 26 de km de Sfântu Gheorghe, pe drumul ce face legătura între Boroșneu Mare și Covasna. Până în 1999, localitatea făcea parte din comuna Barcani.
Populația din Valea Mare s-a format din iobagii și jelerii români, aduși aici de proprietarii maghiari din Boroșneul Mic pentru a presta diferite activități agrare sau în pădurile din zonă.
La ultimul recensământ, comuna număra 1177 de suflete, din care doar 13 persoane se declarau maghiare, în timp ce 17 au fost înregistrate ca rromi vorbitori de limba română.
Activitatea principală a locuitorilor constă în creșterea animalelor și cultivarea cerealelor.

## Obiective turistice și memoriale
- În centrul comunei se ridică o Biserică Ortodoxă, construită în 1793. Aceasta poartă hramul Arhanghelilor Mihail și Gavril, fiind totodată un important obiectiv turistic datorită stilului său arhitectonic deosebit de frumos. Interiorul bisericii este decorat cu icoane din secolul al 19-lea. Mai veche chiar decât construcția este un clopot amplasat în clopotniță și care datează din 1763.
- Monumentul Eroilor Români din Primul Război Mondial. Crucea comemorativă din piatră este amplasată în curtea Bisericii Ortodoxe din satul Valea Mare, fiind înălțată, în anul 1934, în memoria eroilor căzuți în Primul Război Mondial, de către societatea A.S.T.R.A. din localitate. Monumentul este împrejmuit cu un gard de lemn și cuprinde un postament dreptunghiular, deasupra căruia este un soclu, înalt de 1 m, peste care se ridică o cruce treflată. Pe fațada monumentului este amplasată o placă pe care sunt înscrise numele a 28 eroi români.
- Mănăstirea „Sfântul Ioan Botezătorul” din Valea Mare.